# William McFarland (Politiker)

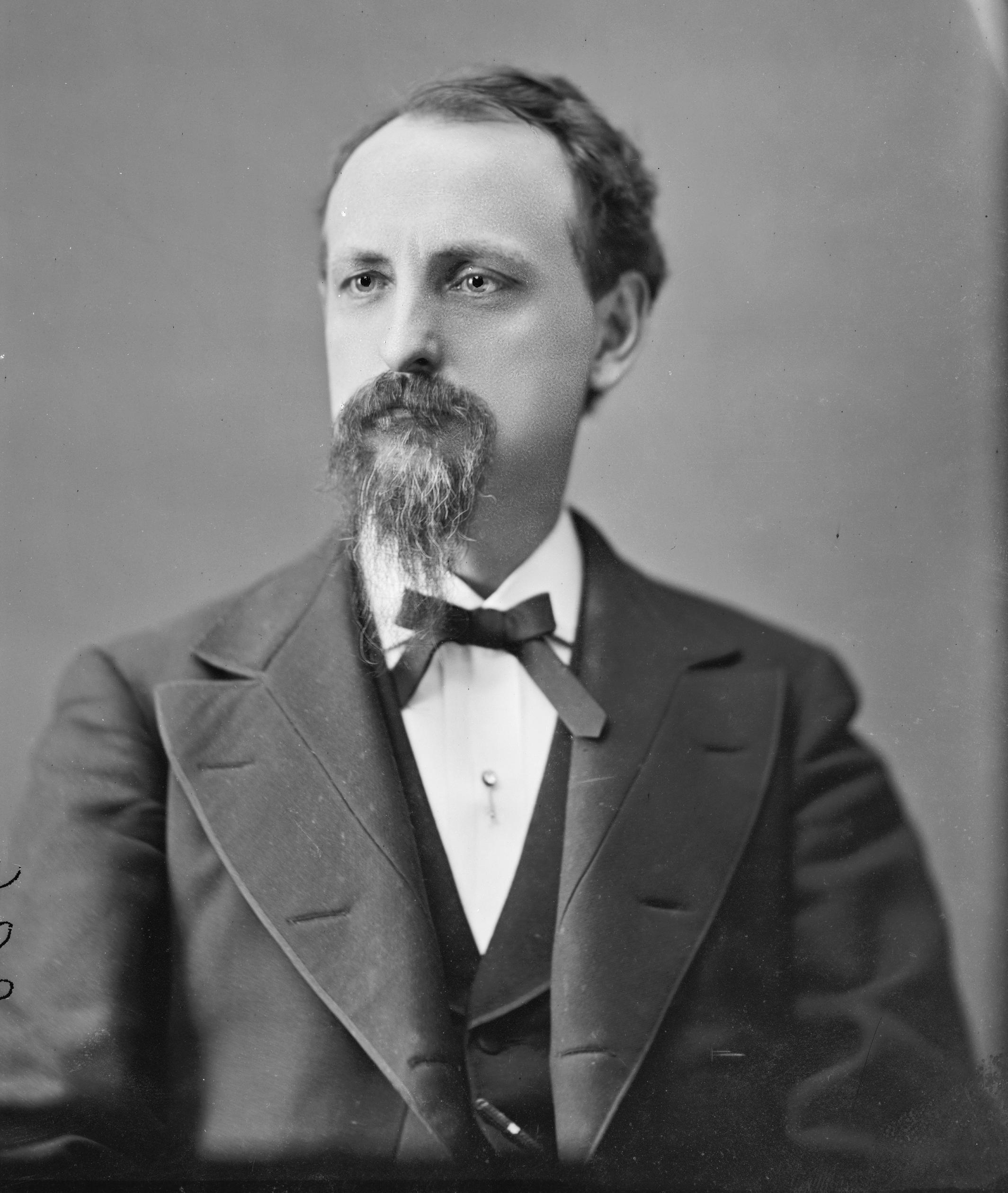
William McFarland

William McFarland (* 15. September 1821 bei Morristown, Hamblen County, Tennessee; † 12. April 1900 ebenda) war ein US-amerikanischer Politiker. Zwischen 1875 und 1877 vertrat er den Bundesstaat Tennessee im US-Repräsentantenhaus.

## Werdegang
William McFarland besuchte die öffentlichen Schulen seiner Heimat und danach das Tusculum College im Greene County. Nach einem anschließenden Jurastudium und seiner im Jahr 1861 erfolgten Zulassung als Rechtsanwalt begann er ab 1865 in seinem neuen Beruf zu arbeiten. Außerdem bekleidete er einige lokale juristische Ämter. Im Jahr 1870 wurde er zum Bezirksrichter ernannt.
Politisch war McFarland Mitglied der Demokratischen Partei. Bei den Kongresswahlen des Jahres 1874 wurde er im ersten Wahlbezirk von Tennessee in das US-Repräsentantenhaus in Washington, D.C. gewählt, wo er am 4. März 1875 die Nachfolge von Roderick R. Butler antrat. Da er bei den folgenden Wahlen im Jahr 1876 dem Republikaner James Henry Randolph unterlag, konnte er bis zum 3. März 1877 nur eine Legislaturperiode im Kongress absolvieren.
Nach seinem Ausscheiden aus dem US-Repräsentantenhaus praktizierte William McFarland wieder als Rechtsanwalt. Außerdem war er für vier Jahre Bürgermeister der Stadt Morristown, deren Bildungsausschuss er ebenfalls angehörte. Dort ist er am 12. April 1900 auch verstorben.